# Alison Sealy-Smith
Alison Sealy-Smith, född 1959, är en kanadensisk skådespelare.
Sealy-Smith har bland annat spelat rösten till Storm i ett flertal animerade produktioner såsom i exempelvis TV-serierna X-Men '97 och X-Men.

## Filmografi (i urval)
- 1992–1997 – X-Men (TV-serie)
- 2024 – X-Men '97 (TV-serie)